# Gmina Podgorač
Gmina Podgorač (chorw. Općina Podgorač) – gmina w Chorwacji, w żupanii osijecko-barańskiej.

## Miejscowości i liczba mieszkańców (2011)
- Bijela Loza – 147
- Budimci – 670
- Kelešinka – 57
- Kršinci – 126
- Ostrošinci – 95
- Podgorač – 866
- Poganovci – 235
- Razbojište – 283
- Stipanovci – 398